# Universair
Universair, S.A. fue una aerolínea española con sede en Palma de Mallorca que operó de 1986 hasta 1992.

## Historia
Universair fue fundada en 1986 por el Grupo Matutes y operó hasta tres Boeing 737-300 en tráfico chárter.
En 1990 fue adquirida por Meridiana Air para integrarse, junto con Líneas Aéreas Canarias S.A. (LAC) y Euravia,  al proyecto de compañía de vuelos regulares liderada por aquella holding, controlada por Shah Karim al-Hussayni, el Aga Khan IV. En diciembre de 1990 cambió su denominación social por la de Meridiana Air, S.A., convirtiéndose en la compañía operadora, de las cuatro citadas, e integrando en la misma a la mayor parte del personal procedente de LAC y de Euravia, así como la flota de cinco McDonnell Douglas (82 y 83) de LAC. A lo largo de 1990 y 1991, además del proceso de integración operativo mencionado, incorporó cuatro BAe 146-300 para el inicio de sus operaciones de vuelo regular, dejando prácticamente la operación chárter. A partir de septiembre de 1991, la operación regular se realizó fundamentalmente desde los aeropuertos de Valencia y Barcelona, si bien mantuvo el centro operativo en Palma de Mallorca. Fue la primera compañía que entró en competencia directa con Iberia en los vuelos regulares, coincidiendo con el inicio de la liberalización del espacio aéreo europeo a principio de los 90.
La crisis desencadenada por la Guerra del Golfo, junto con la fuerte resistencia y agresividad comercial de Iberia, no acompañó al despegue de la compañía, la cual, bajo la Dirección General de José Pont Bonell, cesó en sus operaciones el 16 de octubre de 1992.

## Flota
Universair operó las siguientes aeronaves durante su historia:
| Aeronaves               | Total | Introducido | Retirado | Matrículas              |
| ----------------------- | ----- | ----------- | -------- | ----------------------- |
| Boeing 737-300          | 3     | 1987        | 1990     | EC-EDM, EC-EGQ y EC-EID |
| McDonnell Douglas MD-83 | 1     | 1990        | 1990     | EC-EZR                  |